# Judo aux Jeux paralympiques d'été de 2012
Navigation
Pékin 2008 Rio de Janeiro 2016
La compétition de judo des Jeux paralympiques d'été de 2012 se déroule du 30 août 2012 au 1er septembre 2012 au Centre ExCeL de Londres. 13 épreuves y sont organisées : 7 masculines et 6 féminines avec 132 athlètes prenant part aux épreuves. Aux Jeux paralympiques, le judo est disputé par des athlètes malvoyants ou atteint de cécité.

## Classification
Les judokas paralympiques sont classés dans trois catégories en fonction de leur handicap. Les athlètes des trois classes concours ensemble suivant les catégories de poids.
La classification des handicaps au judo est :
- B1 : athlètes atteints de cécité. Des règles spécifiques à leur handicap sont appliqués lors des épreuves.
- B2 et B3 : athlètes malvoyants.

## Calendrier
| F | Jour de finale |

| Judo aux Jeux paralympiques de 2012 | Judo aux Jeux paralympiques de 2012 | Judo aux Jeux paralympiques de 2012 | Judo aux Jeux paralympiques de 2012 | Judo aux Jeux paralympiques de 2012 | Judo aux Jeux paralympiques de 2012 | Judo aux Jeux paralympiques de 2012 | Judo aux Jeux paralympiques de 2012 | Judo aux Jeux paralympiques de 2012 | Judo aux Jeux paralympiques de 2012 | Judo aux Jeux paralympiques de 2012 | Judo aux Jeux paralympiques de 2012 | Judo aux Jeux paralympiques de 2012 | Judo aux Jeux paralympiques de 2012 | Judo aux Jeux paralympiques de 2012 | Judo aux Jeux paralympiques de 2012 | Judo aux Jeux paralympiques de 2012 | Judo aux Jeux paralympiques de 2012 | Judo aux Jeux paralympiques de 2012 | Judo aux Jeux paralympiques de 2012 | Judo aux Jeux paralympiques de 2012 | Judo aux Jeux paralympiques de 2012 |
| Août - septembre 2012               | Août - septembre 2012               | Août - septembre 2012               | 29                                  | 30                                  | 31                                  | 1                                   | 2                                   | 3                                   | 4                                   | 5                                   | 6                                   | 7                                   | 8                                   | 9                                   |                                     |                                     |                                     |                                     |                                     |                                     |                                     |
| ----------------------------------- | ----------------------------------- | ----------------------------------- | ----------------------------------- | ----------------------------------- | ----------------------------------- | ----------------------------------- | ----------------------------------- | ----------------------------------- | ----------------------------------- | ----------------------------------- | ----------------------------------- | ----------------------------------- | ----------------------------------- | ----------------------------------- | ----------------------------------- | ----------------------------------- | ----------------------------------- | ----------------------------------- | ----------------------------------- | ----------------------------------- | ----------------------------------- |
| Hommes                              |                                     |                                     |                                     |                                     |                                     |                                     |                                     |                                     |                                     |                                     |                                     |                                     |                                     |                                     |                                     |                                     |                                     |                                     |                                     |                                     |                                     |
| Moins de 60 kg                      | Moins de 60 kg                      | Moins de 60 kg                      |                                     | F                                   |                                     |                                     |                                     |                                     |                                     |                                     |                                     |                                     |                                     |                                     |                                     |                                     |                                     |                                     |                                     |                                     |                                     |
| Moins de 66 kg                      | Moins de 66 kg                      | Moins de 66 kg                      |                                     | F                                   |                                     |                                     |                                     |                                     |                                     |                                     |                                     |                                     |                                     |                                     |                                     |                                     |                                     |                                     |                                     |                                     |                                     |
| Moins de 73 kg                      | Moins de 73 kg                      | Moins de 73 kg                      |                                     |                                     | F                                   |                                     |                                     |                                     |                                     |                                     |                                     |                                     |                                     |                                     |                                     |                                     |                                     |                                     |                                     |                                     |                                     |
| Moins de 81 kg                      | Moins de 81 kg                      | Moins de 81 kg                      |                                     |                                     | F                                   |                                     |                                     |                                     |                                     |                                     |                                     |                                     |                                     |                                     |                                     |                                     |                                     |                                     |                                     |                                     |                                     |
| Moins de 90 kg                      | Moins de 90 kg                      | Moins de 90 kg                      |                                     |                                     |                                     | F                                   |                                     |                                     |                                     |                                     |                                     |                                     |                                     |                                     |                                     |                                     |                                     |                                     |                                     |                                     |                                     |
| Moins de 100 kg                     | Moins de 100 kg                     | Moins de 100 kg                     |                                     |                                     |                                     | F                                   |                                     |                                     |                                     |                                     |                                     |                                     |                                     |                                     |                                     |                                     |                                     |                                     |                                     |                                     |                                     |
| Plus de 100 kg                      | Plus de 100 kg                      | Plus de 100 kg                      |                                     |                                     |                                     | F                                   |                                     |                                     |                                     |                                     |                                     |                                     |                                     |                                     |                                     |                                     |                                     |                                     |                                     |                                     |                                     |
| Femmes                              |                                     |                                     |                                     |                                     |                                     |                                     |                                     |                                     |                                     |                                     |                                     |                                     |                                     |                                     |                                     |                                     |                                     |                                     |                                     |                                     |                                     |
| Moins de 48 kg                      | Moins de 48 kg                      | Moins de 48 kg                      |                                     | F                                   |                                     |                                     |                                     |                                     |                                     |                                     |                                     |                                     |                                     |                                     |                                     |                                     |                                     |                                     |                                     |                                     |                                     |
| Moins de 52 kg                      | Moins de 52 kg                      | Moins de 52 kg                      |                                     | F                                   |                                     |                                     |                                     |                                     |                                     |                                     |                                     |                                     |                                     |                                     |                                     |                                     |                                     |                                     |                                     |                                     |                                     |
| Moins de 57 kg                      | Moins de 57 kg                      | Moins de 57 kg                      |                                     |                                     | F                                   |                                     |                                     |                                     |                                     |                                     |                                     |                                     |                                     |                                     |                                     |                                     |                                     |                                     |                                     |                                     |                                     |
| Moins de 63 kg                      | Moins de 63 kg                      | Moins de 63 kg                      |                                     |                                     | F                                   |                                     |                                     |                                     |                                     |                                     |                                     |                                     |                                     |                                     |                                     |                                     |                                     |                                     |                                     |                                     |                                     |
| Moins de 70 kg                      | Moins de 70 kg                      | Moins de 70 kg                      |                                     |                                     |                                     | F                                   |                                     |                                     |                                     |                                     |                                     |                                     |                                     |                                     |                                     |                                     |                                     |                                     |                                     |                                     |                                     |
| Plus de 70 kg                       | Plus de 70 kg                       | Plus de 70 kg                       |                                     |                                     |                                     | F                                   |                                     |                                     |                                     |                                     |                                     |                                     |                                     |                                     |                                     |                                     |                                     |                                     |                                     |                                     |                                     |

## Résultats

### Podiums masculins
| Épreuves        | Or                                | Argent                | Bronze                                                |
| --------------- | --------------------------------- | --------------------- | ----------------------------------------------------- |
| Moins de 60 kg  | Ramin Ibrahimov (AZE)             | Li Xiaodong (CHN)     | Mouloud Noura (ALG) Ben Quilter (GBR)                 |
| Moins de 66 kg  | Davyd Khorava (UKR)               | Zhao Xu (CHN)         | Sid Ali Lamri (ALG) Marcos Falcon (VEN)               |
| Moins de 73 kg  | Dmytro Solovey (UKR)              | Sharif Khalilov (UZB) | Shakhban Kurbanov (RUS) Eduardo Ávila Sánchez (MEX)   |
| Moins de 81 kg  | Olexandr Kosinov (UKR)            | Jose Effron (ARG)     | Isao Cruz Alonso (CUB) Matthias Krieger (GER)         |
| Moins de 90 kg  | Jorge Hierrezuelo Marcillis (CUB) | Samuel Ingram (GBR)   | Jorge Lencina (ARG) Dartanyon Crockett (USA)          |
| Moins de 100 kg | Gwang-Geun Choi (KOR)             | Myles Porter (USA)    | Antonio Tenorio (BRA) Vladimir Fedin (RUS)            |
| Plus de 100 kg  | Kento Masaki (JPN)                | Song Wang (CHN)       | Yangaliny Jimenez Dominguez (CUB) Ilham Zakiyev (AZE) |

### Podiums féminins
| Épreuves       | Or                               | Argent                     | Bronze                                               |
| -------------- | -------------------------------- | -------------------------- | ---------------------------------------------------- |
| Moins de 48 kg | Carmen Brussig (GER)             | Lee Kai-lin (TPE)          | Viktoria Potapova (RUS) Yuliia Halinska (UKR)        |
| Moins de 52 kg | Ramona Brussig (GER)             | Lijing Wang (CHN)          | Nataliya Nikolaychyk (UKR) Michele Ferreira (BRA)    |
| Moins de 57 kg | Afag Sultanova (AZE)             | Lúcia Teixeira (BRA)       | María Mónica Merenciano (ESP) Duygu Çete (TUR)       |
| Moins de 63 kg | Dalidaivis Rodriguez Clark (CUB) | Tong Zhou (CHN)            | Daniele Bernardes Milan (BRA) Marta Arce Payno (ESP) |
| Moins de 70 kg | Carmen Herrera (ESP)             | Tatiana Savostyanova (RUS) | Qian Zhou (CHN) Nikolett Szabo (HUN)                 |
| Plus de 70 kg  | Yuan Yanping (CHN)               | Nazan Akin (TUR)           | Zoubida Bouazoug (ALG) Irina Kalyanova (RUS)         |

### Tableau des médailles
| Rang  | Nation          | Or | Argent | Bronze | Total |
| ----- | --------------- | -- | ------ | ------ | ----- |
| 1     | Ukraine         | 3  | 0      | 2      | 5     |
| 2     | Cuba            | 2  | 0      | 2      | 4     |
| 3     | Azerbaïdjan     | 2  | 0      | 1      | 3     |
| 3     | Allemagne       | 2  | 0      | 1      | 3     |
| 5     | Chine           | 1  | 5      | 1      | 7     |
| 6     | Espagne         | 1  | 0      | 2      | 3     |
| 7     | Japon           | 1  | 0      | 0      | 1     |
| 7     | Corée du Sud    | 1  | 0      | 0      | 1     |
| 9     | Russie          | 0  | 1      | 4      | 5     |
| 10    | Brésil          | 0  | 1      | 3      | 4     |
| 11    | Argentine       | 0  | 1      | 1      | 2     |
| 11    | Grande-Bretagne | 0  | 1      | 1      | 2     |
| 11    | Turquie         | 0  | 1      | 1      | 2     |
| 11    | États-Unis      | 0  | 1      | 1      | 2     |
| 15    | Taipei chinois  | 0  | 1      | 0      | 1     |
| 15    | Ouzbékistan     | 0  | 1      | 0      | 1     |
| 17    | Algérie         | 0  | 0      | 3      | 3     |
| 18    | Hongrie         | 0  | 0      | 1      | 1     |
| 18    | Mexique         | 0  | 0      | 1      | 1     |
| 18    | Venezuela       | 0  | 0      | 1      | 1     |
| Total | Total           | 13 | 13     | 26     | 52    |